# イ・ハクジュ (俳優)
イ・ハクジュ（朝: 이학주、1989年1月9日 - ）は、韓国の俳優。SM C&C所属。

## 出演作品

### 映画
- 밥덩이 Sweet Sorrow（2012年）

- 난 널 알아 I know you（2013年） - ユル 役
- 12人目の助祭（2014年） - 助祭 役

- 비행소녀 The girl（2014年）

- 폭력의 틈 A Crevice of Violence（2015年） - チュンヒ 役
- 치욕일기 Shame Diary（2015年） - ヒス 役
- 消された女（2016年） - ドンシク 役

- 우주 Woo-ju in the others（2016年） - ハクジュ 役
- TONG〜メモリーズ〜（2016年） - イ・ジョンウ 役

- 티치 미 Teach Me（2016年） - ソ・ジュンヨル 役
- 夢のジェーン（2016年） - ジョンホ 役
- 雪道（2017年） - 少年兵 役

- 秋の郵便局（2017年） - イムジュン 役

- 갈 수 없는 나라 Where Nobody Can（2017年） - ホジェ 役
- 사우나 The Sauna（2017年）

- Frame in Love（2017年）
- ゴールデンスランバー（2018年） - 刑事 役
- マリオネット 私が殺された日（2018年） - キム・ドンジン
- ザ・ネゴシエーション（2018年） - パク・ミヌ 役
- 잔상 Remains（2018年） - ヒョンジュン 役
- スピード・スクワッド ひき逃げ専門捜査班（2019年） - カルマ 役
- 悪魔は見ていた（2019年） -  ジュノ 役
- ようこそゲストハウス（2019年） - ジュングン 役
- 도영씨 The Girl Who Ran（2020年） - ドヨン 役
- 어떤 관계（2020年）
- 이름 없는 다방에서（2020年）
- 奈落のマイホーム（2021年） - チョン代理 役
- 恋愛の抜けたロマンス（2021年） - ミンソク 役
- 別れる決心（2022年） - イ・ジグ 役
- ドリーム 〜狙え、人生逆転ゴール!〜（2023年） - 芸能事務所の職員 役

### ドラマ
- 雪道（2015年、KBS） - 少年兵 役
- ああ、私の幽霊さま（2015年、tvN） - シン・ギョンモ 役
- 元カレは天才詐欺師 〜38師機動隊〜（2016年、OCN） - アン・チャンホ 役
- TONG〜メモリーズ〜（2016年、Daum tvPot） - イ・ジョンウ 役
- 笑い失格（2016年、KBS2） - ドシク 役
- 超人ファミリー（2017年、SBS） - チェ・ジュヌ 役
- ミスター・サンシャイン（2018年、tvN） - キム・アンピョン（青年期） 役
- 逃避者たち（2018年、KBS2） - ジウク 役
- アルハンブラ宮殿の思い出（2018年、tvN） - キム・サンボム 役
- ジャスティス－復讐という名の正義－（2019年、KBS2） - マ・ドンヒョク 役
- 恋愛体質〜30歳になれば大丈夫（2019年、JTBC） - ノ・スンヒョ 役
- 夫婦の世界（2020年、JTBC） - パク・インギュ 役
- 夜食男女（2020年、JTBC） - カン・テワン 役
- プライバシー戦争（2020年、JTBC） - キム・ミョンヒョン 役
- マイネーム: 偽りと復讐（2021年、Netflix） - チョン・テジュ 役
- こうなった以上、青瓦台に行く（2021年、wavve） - キム・スジン 役
- 工作都市（2021年、JTBC） - ハン・ドンミン 役
- 刑事ロク 最後の心理戦（2022 - 2023年、Disney+） - ソン・ギョンチャン 役